# Morcourt (Somma)
Morcourt – miejscowość i gmina we Francji, w regionie Hauts-de-France, w departamencie Somma.
Według danych na rok 2011 gminę zamieszkiwało 277 osób, a gęstość zaludnienia wynosiła 37 osób/km² (wśród 2293 gmin Pikardii Morcourt plasuje się na 760. miejscu pod względem liczby ludności, natomiast pod względem powierzchni na miejscu 649.).